# Ophiura kinbergi
Ophiura kinbergi is een slangster uit de familie Ophiuridae.
De wetenschappelijke naam van de soort werd in 1866 gepubliceerd door Axel Vilhelm Ljungman.